# Nerve
Nerve – międzynarodowa grupa muzyczna powstała 1998 roku w Nowym Jorku z inicjatywy perkusisty Jojo Mayera znanego m.in. ze współpracy z takimi wykonawcami jak Monty Alexander, John Zorn czy Steve Coleman.
Mayer do współpracy zaprosił japońskiego instrumentalistę klawiszowca i producenta muzycznego o nazwisku Takuya Nakamura znanego m.in. ze współpracy z takimi wykonawcami jak Ravi Coltrane, Bob Moses czy Clark Terry; amerykańskiego basistę Johna Davisa znanego ze współpracy takimi wykonawcami jak Mike Stern, Antonio Sánchez czy Alex Skolnick; oraz szwajcarskiego inżyniera dźwięku i producenta Roli Mossimann znanego ze współpracy z takimi wykonawcami jak Faith No More, Smashing Pumpkins czy New Order.
Muzyka grupy eksploruje takie style muzyczne jak jazz, awangarda, drum and bass, nu jazz czy abstrakt funk, założeniem grupy było tworzenie "inteligentnej" muzyki tanecznej z wpływami elektroniki, sampli oraz loopów. Charakterystyczne są długie pasaże dźwięków z partiami instrumentów perkusyjnych w wykonaniu lidera zespołu Jojo Mayera, którego grę często określa się jako "freak beatz" lub "prohibited beatz".
W ramach działalności grupy powstała społeczność multimedialna artystów i muzyków o nazwie Prohibited Beatz.
Grupa Nerve występowała również wielokrotnie w Polsce m.in. w ramach Warsaw Summer Jazz Days 2007, Wrocław Non Stop 2007, Digital Culture Live 2004 Tour oraz Digital Culture Live 2005 Tour odwiedzając takie miasta jak Kraków, Wrocław, Łódź, Warszawa oraz Bydgoszcz.

## Muzycy

### Obecny skład zespołu (2017)
- Jojo Mayer – perkusja
- John Davis – gitara basowa, Low End Manipulation
- Jacob Bergson – instrumenty klawiszowe, syntezatory
- Aaron Nevezie – Sound And Realtime Audio Deconstruction[2]

### Współpracownicy
| - Tim Lefevbre – śpiew - Lisa Shaw – śpiew - Jesse Murphy – gitara basowa - Yossi Fine – gitara basowa - Jamie Saft – syntezatory analogowe - Jonathan Maron – gitara basowa - Vernon Reid – gitara - Shahzad Ismaily – gitara basowa - Janek Gwizdala – gitara basowa - Leon "Scaler" Gruenbaum – głosy - Kenny X Mohammed – beat box - Karsh Kale – tabla - Skuli Sverrsion – gitara basowa - Scott Colley – akustyczna gitara basowa - Dhafer Youssef – śpiew - Nicholas Thys – gitara basowa - Henry Hey – syntezatory - Zach Danziger – perkusja - Myster Bruce – audodope tape-loop performing system - Graham Haines – trąbka, syntezator - Thor Madsen – gitara, syntezator - Wolfgang Muthspiel – gitara - Adam Rogers – gitara - David Fiuczynski – gitara | - DJ Swingsett – gramofony - DJ Yoshi – gramofony - DJ Big Wiz – gramofony - Domenico Ferrari – gitara - Marc Lindal – syntezator basowy - Foxy – MC - Supernatural – MC - MC Posi-D – MC - Jonny Z – MC - TC Izlam – MC - Soundwavez – MC - MC Panik – MC - Vanessa Freeman – śpiew - Ahmet Best – śpiew - Beans – MC - Seth Blumberg – MC - Dave Binney – saksofon - Tomer Tzur – instrumenty perkusyjne - Rashadai-Amin – MC - Ajay Naidu – grafika - Herbin "Tamango" van Cayseele – taniec - Gardner Post z Emergency Broadcast Network – wizualizacje - Feedbuck & Missy Galore – wizualizacje - Zak Shuman z Pan Optic – wizualizacje |

## Dyskografia
Albumy studyjne
- 2003 Ulu
- 2004 Psycho Poetry
- 2007 Prohibited beats

Kompilacje
- 2005 Modern Drummer Festival 2005 (DVD)